# アンダーワールド 覚醒
『アンダーワールド 覚醒』（アンダーワールド かくせい、原題：Underworld: Awakening）は、2012年制作のアメリカ合衆国の映画。『アンダーワールド』シリーズの第4作目。R15+指定。

## あらすじ
ヴァンパイア処刑人セリーンと吸血鬼のヴァンパイア族と狼男のライカン族の混血のマイケルは、ヴァンパイア族・ライカン族の双方から追われる身となり、ついには人類に捕らえられ、バイオ企業のアンディジェン社によってカプセルに閉じ込められた。
その間に人類は、ヴァンパイア族・ライカン族の両種族を自分たちを脅かす危険な存在とみなし、その殲滅作戦を繰り広げていた。そんな中、セリーンは12年の眠りから目覚め、アンディジェン社の施設から脱走する。
やがてセリーンは、ヴァンパイアとライカンの混血種として生まれた少女イヴの存在を知り、抗争に巻き込まれた彼女と依然アンディジェン社に捕らえられているマイケルを救い出すべく、ヴァンパイアとライカン、人類による三つどもえの戦いの渦中に身を投じていく。

## キャスト
※括弧内は日本語吹替
- セリーン（英語版） - ケイト・ベッキンセイル（田中敦子）： ヴァンパイア、元処刑人
- レーン博士 - スティーヴン・レイ（浦山迅）： アンディジェン社のCEO
- セバスチャン - マイケル・イーリー（後藤敦）： 人間の刑事
- デヴィッド - テオ・ジェームズ（早志勇紀）： ヴァンパイア
- イヴ - インディア・アイズリー（白石晴香）： 実験体にされていた謎の少女
- クイント - クリス・ホールデン＝リード ： イヴを付け狙うライカン
- トーマス - チャールズ・ダンス（仲野裕）： ヴァンパイアの領主でデヴィッドの父親

その他吹替：武田幸史、岡田恵、野一祐子、長島真祐、松本忍、平野夏那子、後藤ヒロキ、鏡優雅、宮本崇弘、井木順二、山本格、菊本平、玉木雄士